# モスクワ銀行間通貨取引所
モスクワ銀行間通貨取引所（ロシア語：Московская межбанковская валютная биржа、英語：Moscow Interbank Currency Exchange; MICEX）は、モスクワ証券取引所の前身の一つであり、モスクワにあった証券取引所。
1992年から取引が開始された。取引はロシアルーブル建ておよび米ドル建てが可能で、同取引所には主に外国人投資家が参加していた。
ロシアの代表的な株価指数であるMICEX指数は、2011年までモスクワ銀行間通貨取引所が算出していた。
2011年12月に、モスクワ銀行間通貨取引所は、ロシア取引システムと統合し、新たに「MICEX-RTS証券取引所」が誕生、その後名称を変更し、現在のモスクワ証券取引所となった。